# Burgruine Edenvest
Die Burgruine Edenvest , auch Edenfest geschrieben bzw. Leonstein, Lewenstein oder Grubererschlössl genannt, ist die Ruine einer Felsenburg im Ortsteil Gruben (Höllweg) der Gemeinde Thomatal im Bezirk Tamsweg des Landes Salzburg.

## Geschichte
Edenvest ist die erste urkundlich belegte Burg des Lungaus. 1147 werden von Bischof Reginbert von Passau dem Otto von Machland dessen Schenkungen an das Stift Waldhausen bestätigt, die er im Lungau gemacht hat; von diesen wird explizit die Burg Lewenstein ausgenommen. Die nächste Nennung von Lewenstein stammt erst aus dem Jahre 1299: Damals hat Heinrich von Guetrat alle seine salzburgischen Besitzungen dem Erzbischof Konrad übertragen und von diesem wieder als Lehen erhalten, darunter befand sich auch der Burgstall zu Lewenstein im Lungau. Spätere Nennungen beziehen sich auf Güter bei Lewenstein, so 1350/60 eine Hube oder 1429 Almen bei Lewenstein. In einem Lehensbrief, der dem Eberhard von Moosham um 1467 ausgestellt wird, ist nur mehr von der öden Vest die Rede, die Burg war also schon zur Ruine geworden. Vermutlich war sie von den Salzburger Erzbischöfen aufgegeben worden, da die Burg nicht mehr als Verwaltungssitz benötigt wurde, dieser war bereits von Erzbischof Eberhard II. nach Gmünd verlegt worden.

## Burgruine Edenvest heute

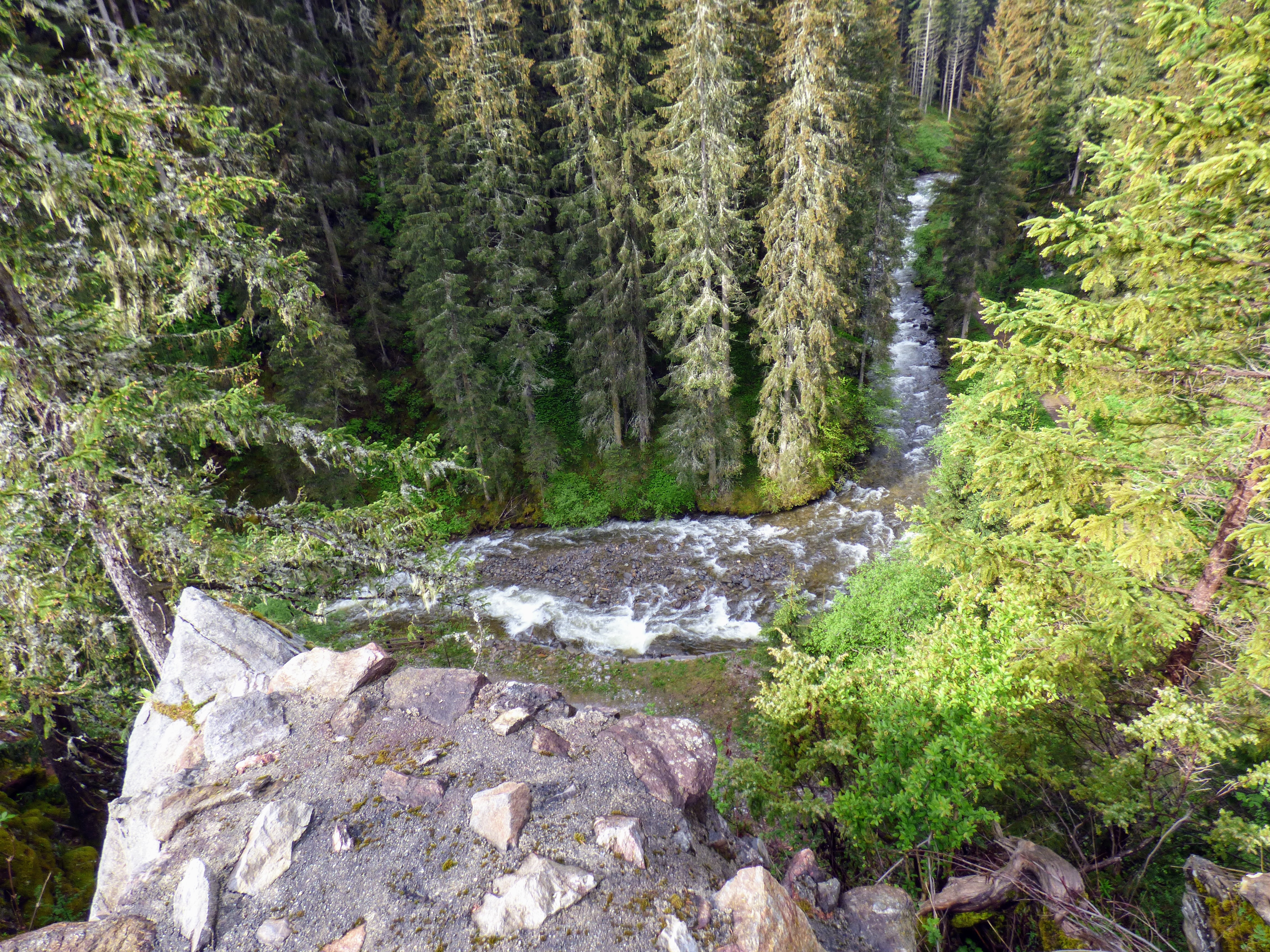
Steilabfall von der Ruine zum Bundschuhbach

Am linken Ufer des Bundschuhbachs (südlich von Gruben) liegen auf einem heute dicht bewaldeten Felsenkopf die Reste der Burg Edenvest (= „öde Festung“). Die Anlage ist von Norden aus zugänglich. Im Süden und Osten fällt der Felsen etwa 40 Meter senkrecht zum Bundschuhbach ab. Ein Teil der Burganlage ist durch Unterwaschungen des Bundschuhbaches abgestürzt. Vorhanden ist der Graben im Westen, über den der Zugang zur Burg erfolgte. Angeblich verlief hier eine alte Römerstraße. Nach dem Graben folgen zwei tiefe Halsgräben. Hinter dem zweiten Halsgraben steigt der Felssporn steil an und bietet Raum für einen ca. 25 Meter langen und 8 Meter breiten Burgplatz, der vermutlich von einer Ringmauer umgeben war. Mehrere Schichten grob behauener Steinquader sind bis zu einer Höhe von einem Meter erkennbar. Für diese Mauer ist ein durchlaufender Sockel aus dem Fels geschlagen worden. An der Nordseite sind Reste der Umfassungs- und Stützmauer vorhanden. An der Nord-Ost-Ecke steht noch, direkt über dem Abgrund, eine stark abgerundete Ecke von drei Metern Höhe.
Durch die Salzburger Landesregierung erfolgten 1998–1999 archäologische Grabungen von Edenvest. Die aufgefundenen Mauerreste, die keine überdeckten Räume mehr aufweisen, wurden dabei gesichert. Die oberhalb des Höllweges in der Gruben liegende Burgruine Edenvest kann ganzjährig besichtigt werden.